# Ophiodelos
Ophiodelos is een geslacht van slangsterren uit de familie Ophiacanthidae.

## Soorten
- Ophiodelos insignis Koehler, 1930